# Free the Universe
Free the Universe – drugi studyjny album amerykańskiego projektu muzycznego Major Lazer kierowanego przez prodecenta muzycznego Diplo. Album został wydany 16 kwietnia 2013 roku. Na płycie pojawią się gościnnie tacy wykonawcy jak Ezra Koenig z zespołu Vampire Weekend, Amber Coffman z Dirty Projectors, Santigold, Peaches, Tyga, Flux Pavilion, Bruno Mars, Wyclef Jean, Shaggy i wielu innych.

## Lista utworów
| Nr  | Tytuł utworu                                                               | Tekst                                                                                    | Produkcja                                | Długość |
| --- | -------------------------------------------------------------------------- | ---------------------------------------------------------------------------------------- | ---------------------------------------- | ------- |
| 1.  | „You're No Good” (feat. Santigold, Vybz Kartel, Danielle Haim & Yasmin)    | Thomas Pentz, David Taylor, Santi White, Adidja Palmer, Yasmin Shahmir, Ariel Rechtshaid | Major Lazer, Rechtshaid                  | 4:04    |
| 2.  | „Jet Blue Jet” (feat. Leftside, GTA, Zia Benjamin, Razz & Biggy)           | Pentz, Craig Parks, Julio Mejia                                                          | Major Lazer, GTA                         | 3:19    |
| 3.  | „Get Free” (feat. Amber)                                                   | Pentz, Taylor, Amber Coffman, David Longstreth                                           | Major Lazer                              | 4:51    |
| 4.  | „Jah No Partial” (feat. Flux Pavilion)                                     | Pentz, Joshua Steele, Errol Osbourne, Lloyd James                                        | Major Lazer, Flux Pavilion               | 4:13    |
| 5.  | „Wind Up” (feat. Elephant Man, Opal & Chippy Nonstop)                      | Pentz, O'Neil Bryan, Opal Josephs                                                        | Major Lazer, Gianni Marino, Mahesa Utara | 4:27    |
| 6.  | „Scare Me” (feat. Peaches & Timberlee)                                     | Pentz, Taylor, Merrill Nisker, Timberlee                                                 | Major Lazer                              | 3:00    |
| 7.  | „Jessica” (feat. Ezra Koenig)                                              | Pentz, Koenig, Carl Dawkins                                                              | Major Lazer                              | 4:13    |
| 8.  | „Watch Out for This (Bumaye)” (feat. Busy Signal, The Flexican & FS Green) | Pentz, Thomás Goethals, Reanno Gordon, Rubén Blades                                      | Major Lazer, The Flexican, FS Green      | 4:29    |
| 9.  | „Keep Cool” (feat. Shaggy & Wynter Gordon)                                 | Pentz, Orwell Burrell, Diana Gordon                                                      | Major Lazer                              | 4:22    |
| 10. | „Sweat” (feat. Laidback Luke & Ms. Dynamite)                               | Pentz, Lucas van Scheppingen, Niomi Daley                                                | Major Lazer, Laidback Luke               | 4:29    |
| 11. | „Reach for the Stars” (feat. Wyclef Jean)                                  | Pentz, Taylor, Jean, Wayne Henry, Andrew Bain                                            | Major Lazer                              | 4:06    |
| 12. | „Bubble Butt” (feat. Bruno Mars, Tyga & Mystic)                            | Pentz, Taylor, Mars, Michael Stevenson, Mystic                                           | Major Lazer, Valentino Khan              | 3:47    |
| 13. | „Mashup the Dance” (feat. The Partysquad & Ward 21)                        | Pentz, Andre Grey, Kunley McCarthy                                                       | Major Lazer, The Partysquad              | 3:49    |
| 14. | „Playground” (feat. Bugle & Arama)                                         | Pentz, Taylor, Roy Thompson, Arama Brown                                                 | Major Lazer                              | 3:56    |
|     |                                                                            |                                                                                          |                                          | 57:05   |

| iTunes extended version | iTunes extended version                                                 | iTunes extended version |
| Nr                      | Tytuł utworu                                                            | Długość                 |
| ----------------------- | ----------------------------------------------------------------------- | ----------------------- |
| 1.                      | „Jah No Partial” (Skream Remix) (feat. Flux Pavilion)                   | 5:45                    |
| 2.                      | „Jah No Partial” (Heroes x Villains Remix) (feat. Flux Pavilion)        | 4:39                    |
| 3.                      | „Get Free” (What So Not Remix) (feat. Amber)                            | 4:58                    |
| 4.                      | „Bubble Butt” (Radio Mix) (feat. Bruno Mars, 2 Chainz, Tyga and Mystic) | 3:27                    |
|                         |                                                                         | 18:49                   |

Edycja kolekcjonerska
| Lazer Strikes Back | Lazer Strikes Back                                           | Lazer Strikes Back   | Lazer Strikes Back |
| Nr                 | Tytuł utworu                                                 | Oryginalne wykonanie | Długość            |
| ------------------ | ------------------------------------------------------------ | -------------------- | ------------------ |
| 1.                 | „Jah No Partial” (Jack Beats Remix) (feat. Flux Pavilion)    | Major Lazer          | 4:52               |
| 2.                 | „Get Free” (Yellow Claw Get Free Money Remix) (feat. Amber)  | Major Lazer          | 4:16               |
| 3.                 | „Look at Where We Are” (Major Lazer Extended Remix)          | Hot Chip             | 6:25               |
| 4.                 | „Jah No Partial” (The Reef Remix) (feat. Flux Pavilion)      | Major Lazer          | 4:50               |
| 5.                 | „Get Free” (Blood Diamonds Remix) (feat. Amber)              | Major Lazer          | 4:49               |
| 6.                 | „Jah No Partial” (Vato Gonzalez Remix) (feat. Flux Pavilion) | Major Lazer          | 6:05               |
| 7.                 | „Talk 'Bout Me” (Popcaan x Major Lazer x Baauer)             |                      | 3:32               |
| 8.                 | „Get Free” (Avicii Edit) (feat. Amber)                       | Major Lazer          | 3:13               |
| 9.                 | „Settle Down” (Major Lazer Remix)                            | No Doubt             | 4:55               |
| 10.                | „Get Free” (Camo UFOs Remix) (feat. Amber)                   | Major Lazer          | 4:32               |
|                    |                                                              |                      | 47:29              |

## Notowania na listach
| Lista (2013/14)                                  | Najwyższa pozycja |
| ------------------------------------------------ | ----------------- |
| Australia (Top 50 Albums)                        | 5                 |
| Australian Dance Albums (ARIA)                   | 1                 |
| Austria (Ö3 Austria Top 40)                      | 53                |
| Belgia (Ultratop 200 Albums, Flandria)           | 9                 |
| Belgia (Ultratop 200 Albums, Wallonia)           | 43                |
| Dania (Tracklisten)                              | 18                |
| Holandia (Mega Album Top 100)                    | 17                |
| Francja (SNEP)                                   | 34                |
| Niemcy (Media Control Charts)                    | 88                |
| Japonia (Oricon)                                 | 172               |
| Nowa Zelandia (RIANZ)                            | 23                |
| Szwajcaria (Alben Top 100)                       | 45                |
| Wielka Brytania (UK Albums Chart)                | 34                |
| Stany Zjednoczone (Billboard 200)                | 34                |
| Stany Zjednoczone (Dance/Electronic Albums)      | 1                 |
| Stany Zjednoczone (Billboard Independent Albums) | 8                 |

### Na koniec roku
| Lista (2013)               | Pozycja |
| -------------------------- | ------- |
| Australia - Dance (ARIA)   | 18      |
| Belgia (Ultratop Flandria) | 58      |
| Belgia (Ultratop Wallonia) | 153     |